# Phantolabis
Phantolabis is een geslacht van steltmuggen (Limoniidae). Het geslacht telt één soort en komt voor in Michigan (Verenigde Staten).

## Soorten
- Phantolabis lacustris